# Roeland Raes
Pour les articles homonymes, voir Raes.
Roland Henri Theofiel Raes dit Roeland Raes, né le 4 septembre 1934 à Gand et mort le 28 novembre 2024 à Aalter, est un homme politique belge et militant nationaliste flamand.
Il est membre de la Volksunie, du Vlaams Blok et du Vlaams Belang. En 2010, il est condamné pour négationnisme.

## Biographie
Roeland Raes est docteur en droit, diplômé de l'université de Gand, et a travaillé dans les assurances. Militant nationaliste flamand, il a été membre de la Volksunie, mouvement actif depuis 1954 jusqu’en 2001, et élu conseiller de la province de Flandre-Occidentale en 1968.
Roeland Raes a été ensuite l'un des fondateurs du Vlaams Blok en 1978, élu au conseil flamand, et sénateur de 1995 à 2001. À partir de 2004, il a été vice-président du Vlaams Belang. Il a démissionné à la suite de propos controversés sur la Seconde Guerre mondiale à la télévision, et bien que Roeland Raes reconnût par la suite la réalité de la Shoah, l'affaire fut portée devant les tribunaux par des organisations juives. 
Il est ensuite membre du Vlaams Belang, où il siège au bureau politique, et dirige la section locale de Lovendegem.
Le 15 septembre 2010, Roeland Raes a été condamné, pour négationnisme, par la cour d'appel de Bruxelles à la suite de propos dans une interview à la télévision néerlandaise NCRV le 26 février 2001. Malgré cette décision de justice, le Vlaams Belang a décidé de le garder parmi ses membres afin, selon Filip Dewinter, de « ne pas participer à la chasse aux sorcières ».
Roeland Raes meurt à l’âge de 90 ans, le 28 novembre 2024 par euthanasie suite à des douleurs provoquées par une longue maladie,.
Le 15 janvier 2025 le Parlement flamand observe une minute de silence en sa mémoire. Les députés PVDA Groen et Vooruit ont quitté la salle du parlement en signe de protestation. La présidente du parlement Freya Van den Bossche, elle-même membre du parti Vooruit, explique que cet hommage est pour la mort de n'importe quel ancien parlementaire et « qu’un homme est plus que ses éventuelles condamnations ».